# ТЕС Бангканай
ТЕС Бангканай — теплова електростанція на індонезійському острові Калімантан.
У 2016—2017 роках на майданчику станції стали до ладу 16 генераторних установок на основі двигунів внутрішнього згоряння Wärtsilä 34SG загальною потужністю 155 МВт.
Особливістю станції є використання природного газу місцевого походження, який надходить від установки підготовки родовища Банканай продуктивністю 0,56 млн м3 на добу. Врахувавши це, у комплексі з ТЕС звели сховище стисненого газу, що дозволяє накопичувати ресурс в обсязі до 0,15 млн м3 та забезпечує роботу на повній потужності протягом 5 годин.
Станція розташована у важкодоступній місцевості, при цьому доставка генераторних установок вагою по 140 тонн здійснювалась на баржах по річці Баріто до розташованої за п'ять сотень кілометрів від устя пристані, від якої їх транспортували ще 38 км по ґрунтовій лісовозній дорозі.
Видача продукції відбувається по ЛЕП, розрахованій на роботу під напругою 150 кВ.
Станом на грудень 2021 року досягнула готовності у 90 % друга черга станції загальною потужністю 140 МВт, яка також матиме 16 генераторних установок на основі двигунів внутрішнього згоряння Wärtsilä типу 20V34DF.